# カレドニア
カレドニア（Caledonia）は、古ラテン語でグレートブリテン島の北部を意味する地方の名称である。ローマ帝国が名付けたことに由来する。

## 概説
ほぼ現在のスコットランドにあたるが（スコットランドのラテン語名は「スコティア(Scotia)」）、カレドニアがさす地域の境界はかならずしも厳密でなく、ハドリアヌスの長城あるいはアントニヌスの城壁を境界とする場合もある。現在「カレドニア」という呼称は叙情的（romanitic）で詩的（poetic）な響きをもって使われる。
カレドニアという名称の語源はピクト人の一派でカレドゥニー族（カレドニア人とも）から来ていると考えられている。ダンケルドという都市名はカレドニア（ケルド）の砦（ダン）に由来している。
現在では、カレドニア造山帯やカレドニア運河、ニューカレドニアなどにその名を残している。